# Reichsbund jüdischer Frontsoldaten
Reichsbund jüdischer Frontsoldaten - ("federação do reich dos soldados judeus da linha de frente - RjF) foi uma associação de soldados alemães judeus veteranos da I Guerra Mundial. Fundada em 1919, a partir de 1933, a RjF posicionou-se como uma ala não-sionista do movimento esportivo judaico na Alemanha Nazista.

## História
A RjF foi fundada em Fevereiro de 1919 por iniciativa de Leo Löwenstein. Seus objetivos eram provar a lealdade judaica ao Reich (ver: Dolchstoßlegende - "Lenda da punhalada pelas costas") e afastar o antissemitismo da Alemanha, citando o fato de que, na Primeira Guerra Mundial, cerca de 85.000 alemães judeus haviam lutado, dos quais cerca de 12.000 morreram.
| “ | A RjF vê a base de seu trabalho como uma aliança completa com a pátria alemã. Não tem nenhum objetivo ou desejo fora desta pátria alemã e rejeita firmemente qualquer movimento que deseje trazer os judeus alemães para uma posição de forasteiros em relação a esta pátria alemã. | ” |

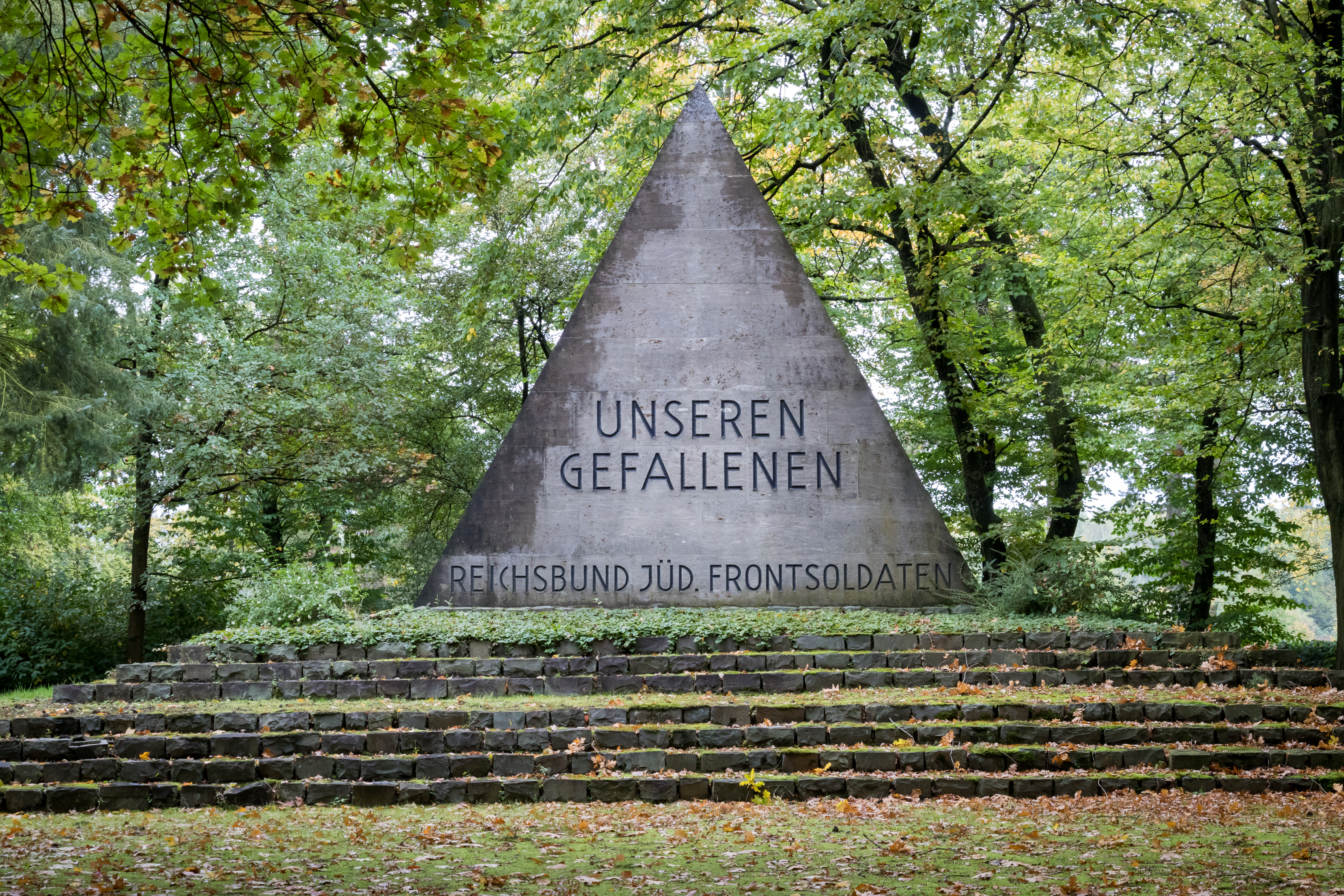
Memorial no Jüdischer Friedhof Köln-Bocklemünd (cemitério judaico em Colônia (Alemanha).

A RjF rapidamente alcançou mais de 30.000 membros, e seu número aumentou temporariamente para cerca de 55.000. Ele era, portanto, a maior organização de membros da comunidade judaica alemã na República de Weimar. Quase metade dos combatentes judeus sobreviventes tornou-se membro dos cerca de 500 grupos locais. Junto a RjF havia o "escudo" da federação esportiva judaica, o departamento de vítimas da guerra, bem como um trabalho de assentamento. De 1921 a 1938 apareceu como um jornal sindical Der Schild ("O escudo"). A primeira fundação dos grupos de esportes RjF "escudo", integrava os planos de autoproteção da RjF a partir do verão de 1923. A razão para isso foram os tumultos de Scheunenviertel (Berlim), em Novembro de 1923, dirigidos quase exclusivamente contra os judeus. O Reichsbund formou suas próprias patrulhas armadas depois que a polícia não conseguiu controlar os tumultos de um dia. A tarefa era proteger seus companheiros até que a polícia interviesse.
Além do livro comemorativo Die jüdischen Gefallenen des deutschen Heeres, der deutschen Marine und der deutschen Schutztruppen 1914–1918 ("aos soldados judeus caídos do exército alemão, da marinha alemã e do Schutztruppen 1914-1918") com os nomes dos 12.000 judeus mortos, 1924 a RjF lançou uma nova edição do livro Jüdische Flieger im Weltkrieg ("aviadores judeus na Guerra Mundial") por Felix Aaron Theilhaber, sobre o título, a imagem do piloto de bombardeiro Fritz Beckhardt, decorada com uma suástica.
Em contraste com os sionistas, a RjF procurou assimilar culturalmente a maioria dos judeus na sociedade alemã. Entre outras coisas, esse objetivo deveria ser promovido dando aos judeus treinamento em profissões que foram proibidas a estes durante séculos, sobretudo na agricultura, mas também no artesanato. Com o aumento da pressão sobre os judeus após a tomada do poder do NSDAP (Partido Nacional-Socialista dos Trabalhadores Alemães), surgiu uma comunhão com os sionistas como o  objetivo de dar treinamento, realizado pelos círculos sionistas no contexto da Hachschara ("preparação/qualificação" para a emigração até Israel), foi facilitado após a partida da Alemanha o estabelecimento de novas comunidades nos países de emigração.
Em 1936, a RjF foi banida de quaisquer atividades políticas e, em 1938, foi completamente dissolvida.

## Federação dos soldados judeus

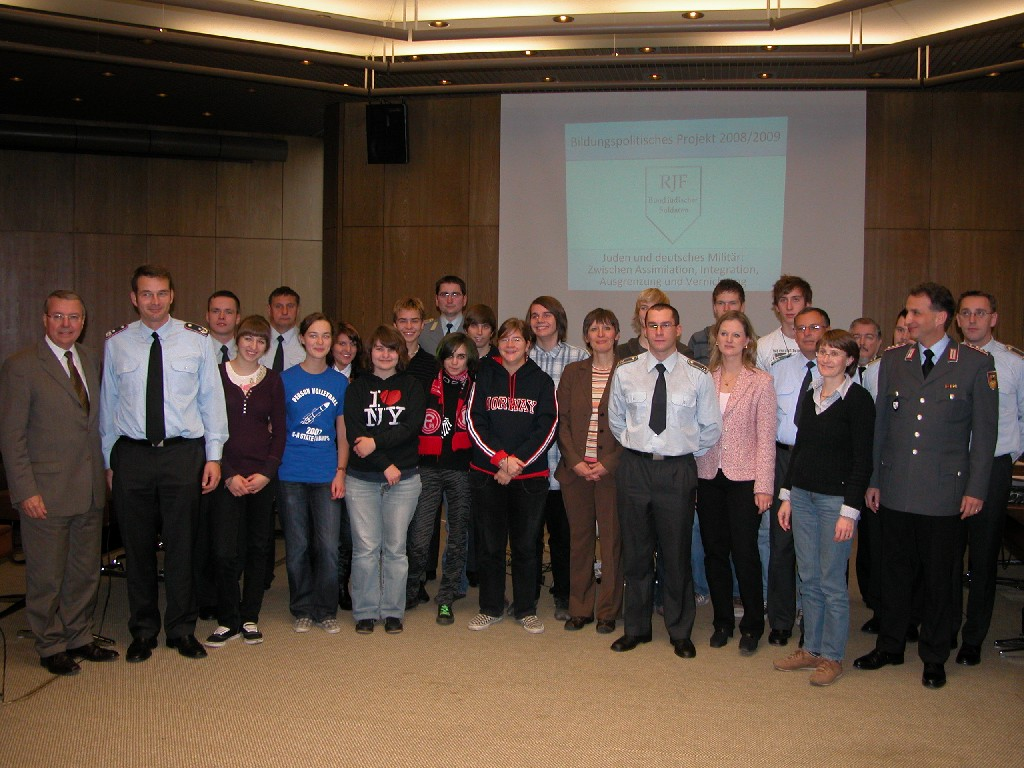
Integrantes da confederação dos soldados judeus com estudantes num projeto educacional (19 de Novembro de 2008).

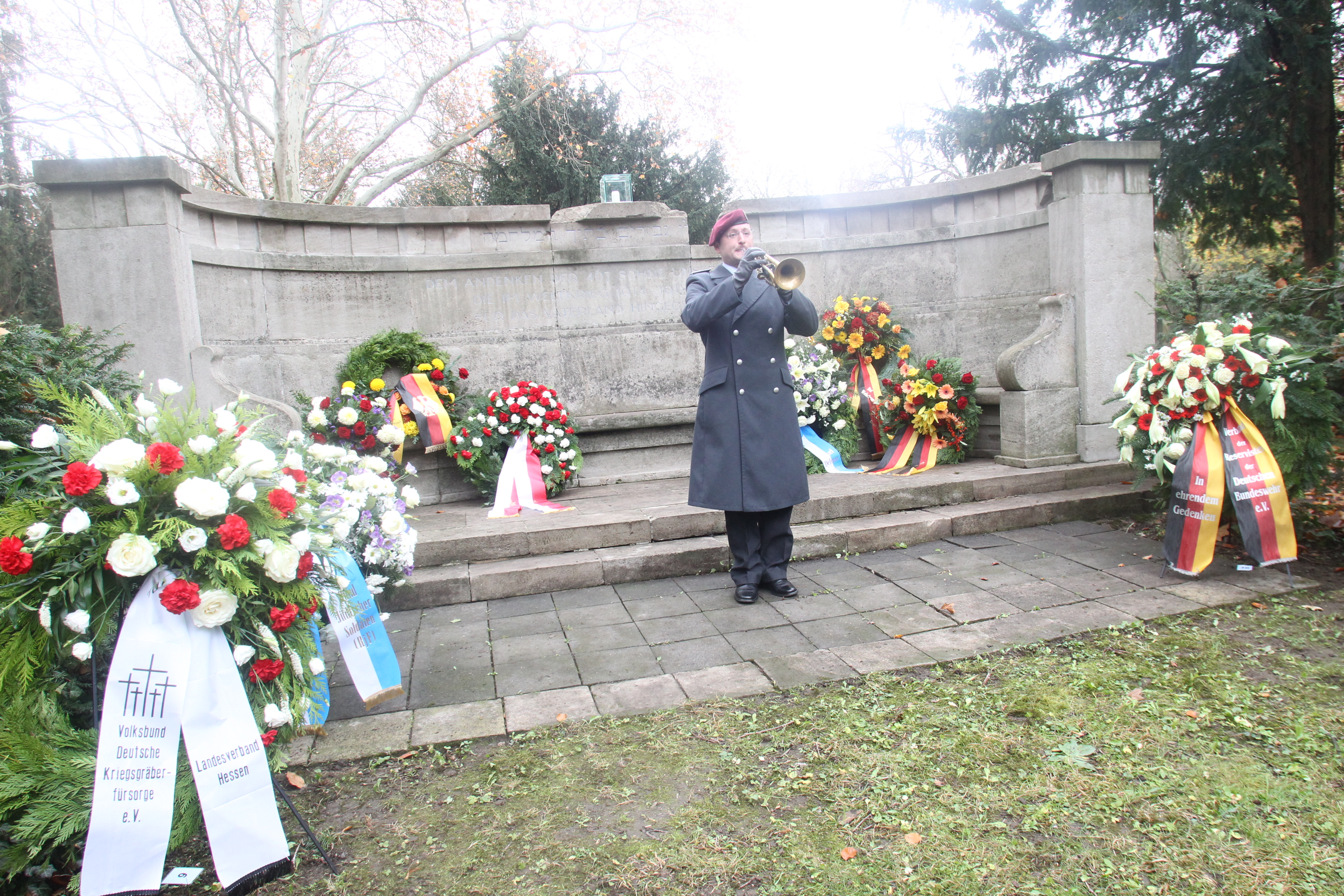
Homenagem aos soldados judeus caídos e as vítimas do Shoa envolvendo o Conselho Central de judeus na Alemanha, comunidade Judaica de Frankfurt am Main, exército dos EUA, adido militar de Israel, Forças Armadas da Áustria e Forças Armadas Alemãs no cemitério de Frankfurt am Main (Antigo Cemitétio Judaico de Frankfurt, 7 de Novembro de 2010).

A Bund jüdischer Soldaten (RjF) e.V ("confederação dos soldados judeus), fundada em 8 de Novembro de 2006 por soldados judeus da Bundeswehr em Gerolstein/Eifel, difere em particular na recusa de um curso antissionista, assimilatório, devido às experiências históricas da RjF. Em vez disso, a integração de cidadãos judeus na Bundeswehr como uma expressão de uma democracia multi-étnica e multireligiosa é bem-vinda. Além da tarefa de "preservar a memória dos soldados judeus que serviram nos exércitos dos estados alemães, o exército do Império Alemão e a República de Weimar, que lutaram pela Alemanha nas guerras do século XIX e especialmente na Primeira Guerra Mundial dando suas vidas pela nação". Representa os interesses de soldados judeus na Bundeswehr, incluindo a defesa contra os esforços anti-semitas dentro e fora das forças armadas. Para isso, projetos educacionais, projetos de pesquisa e eventos comemorativos são realizados. Os resultados do trabalho são publicados no periódico Der Schild, sem periodicidade regular, ou pelos autores em seu próprios nomes. Com a medalha Bernhard Weiss raramente concedida, a associação honra seus serviços à luta contra o antissemitismo, aos soldados judeus e à manutenção da memória dos judeus soldados da linha de frente e, também, os que morreram na resistência alemã e no Holocausto.
A Bund jüdischer Soldaten tem um modesto número de membros (2008: 19, 2013: 40) e mais judeus encontram na Bundeswehr um empregador interessante. Este desenvolvimento deve-se em particular ao fato de a geração mais jovem de imigrantes de  ex-repúblicas soviéticas verem-se menos como vítimas do que como descendentes de vencedores na guerra contra o nazismo. Ao mesmo tempo, o Bundesministerium der Verteidigung - BMVg (Ministério da Defesa da Alemanha) e o Sozialwissenschaftliches Institut der Bundeswehr (Instituto de Ciências Sociais do Bundeswehr) estimam que cerca de 200 judeus atuam na Bundeswehr em 2012, a maioria deles imigrantes da Europa Oriental.